# 미나모토노 무네유키

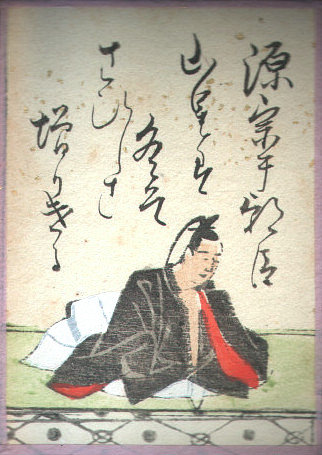
미나모토노 무네유키(백인일수)

미나모토노 무네유키(일본어: 源宗于)는 일본 36가선 중 한명이자 백인일수 중 한명이다. 헤이안(平安) 전기의 관인(官人)이자 가인(歌人)이었다. 고코 천황(光孝天皇)의 황자인 고레타다 친왕(是忠親王)의 아들이다.
간페이(寛平|かんぺい)6년 (894년)에 미나모토성(源姓)을 받아 신적강하(臣籍降下)하였다. 겐지는 헤이안 겐페이토키쓰(源平藤橘) 중 하나로써 특히 가장 처음 헤이안 시대를 풍미했던 귀족 가문이었다. 이들은 황족이었으나, 사가 천황(嵯峨天皇)에 의해 성을 따로 하사받아 천황의 신하가 된 가문이다. '미나모토'는 그 근원이 황가와 같음(源)이라는 뜻을 가지고 있다.
성을 하사받은 이후 여러 고을의 수령을 맡았다. 덴케이(일본어: 天慶)2년 (939년)에 정4위하(正四位下), 우경대부(右京大夫)에 봉해졌다. 그 다음해에 숨을 거두었다.